# Bert Koomen
Bert Koomen (Sassenheim, 3 januari 1997) is een Nederlands voormalig voetballer die doorgaans als verdediger speelde. Na zijn carrière werd hij fotograaf en videograaf onder de naam TREB.

## Carrière
Bert Koomen speelde in de jeugd van Ter Leede en Feyenoord. Feyenoord verhuurde hem voor de tweede helft van het seizoen 2016/17 aan FC Den Bosch. Hij maakte op 3 maart 2017 zijn debuut voor FC Den Bosch in de Eerste divisie, in een met 1-1 gelijkgespeelde wedstrijd thuis tegen FC Emmen. Hij startte in de basis als rechtsback en speelde de volle 90 minuten. In het begin van het seizoen 2017/18 vertrok hij transfervrij naar FC Lisse, wat in de Tweede divisie uitkomt.
Op 19 december 2023 beëindigde hij zijn voetbalcarrière en vervolgde hij zijn werkzaamheden als fotograaf en videograaf, waar hij al geruime tijd mee bezig was.

### Statistieken
| Seizoen        | Club           | Land           | Competitie     | Competitie | Competitie | Beker | Beker | Totaal | Totaal |
| Seizoen        | Club           | Land           | Competitie     | Wed.       | Dlp.       | Wed.  | Dlp.  | Wed.   | Dlp.   |
| -------------- | -------------- | -------------- | -------------- | ---------- | ---------- | ----- | ----- | ------ | ------ |
| 2016/17        | → FC Den Bosch | Nederland      | Eerste divisie | 5          | 0          | 0     | 0     | 5      | 0      |
| 2017/18        | FC Lisse       | Nederland      | Tweede divisie | 9          | 0          | 0     | 0     | 9      | 0      |
| Carrièretotaal | Carrièretotaal | Carrièretotaal | Carrièretotaal | 14         | 0          | 0     | 0     | 14     | 0      |

Bijgewerkt op 24 december 2017.